# Dulio Miranda
Dulio Miranda Marín (Galerazamba, 7 de octubre de 1952) es un exfutbolista y ex entrenador colombiano. 

## Trayectoria
En 1971 debutó en la Selección de fútbol del Atlántico dirigido por Marcos Coll allí saltó a Junior de Barranquilla en su talento de defensa central en 1973 hasta su salida en 1984.
En el club donde jugaba para el Junior de Barranquilla se destacó en ganar dos campeonatos colombianos en 1977 y 1980 y subcampeonato en 1983 y jugó 440 partidos como el segundo jugador destacado en el club deportivo, solo es superado por exguardamenta Sebastián Viera que jugó 638 partidos con el club.
Entre 1985-1986 jugó para el club Deportes Quindío donde se retiró definitivamente del fútbol. Su carrera como entrenador empezó en la Selección de Sub-17 en dos períodos entre 1987-1989, donde jugó en el Mundial de Sub-17 de 1989 y entre 1998-2001. En 1990 fue asistente del Carlos Peña y Julio Comesaña donde salió campeón en 1993 fue técnico encargado del Junior en tres períodos 1992, 1994 y 2001.

## Clubes

### Como jugador
| Club                   | País     | Año       |
| ---------------------- | -------- | --------- |
| Junior de Barranquilla | Colombia | 1973-1984 |
| Deportes Quindío       | Colombia | 1985-1986 |

### Como entrenador
| Club                               | País     | Año       |
| ---------------------------------- | -------- | --------- |
| Selección Sub-17                   | Colombia | 1987-1989 |
| Selección Sub-17                   | Colombia | 1999-2001 |
| Junior de Barranquilla (encargado) | Colombia | 1992      |
| Junior de Barranquilla (encargado) | Colombia | 1994      |
| Junior de Barranquilla (encargado) | Colombia | 2001      |

## Palmarés

### Como jugador
| Título           | Club                   | País     | Año  |
| ---------------- | ---------------------- | -------- | ---- |
| Primera División | Junior de Barranquilla | Colombia | 1977 |
| Primera División | Junior de Barranquilla | Colombia | 1980 |